# Melicope hivaoaensis
Melicope hivaoaensis är en vinruteväxtart som beskrevs av Florence. Melicope hivaoaensis ingår i släktet Melicope och familjen vinruteväxter. Inga underarter finns listade i Catalogue of Life.